# 김녕항
김녕항(金寧港, Gimnyeong Fishing Port)은 제주특별자치도 제주시 구좌읍 김녕리에 있는 어항이다. 1991년 1월 1일 국가어항으로 지정되었으며, 관리청은 해양수산부 제주특별자치도, 시설관리자는 제주시장이다.

## 연혁
- 1958년 5월 대영토건에서 69만 원에 김녕항의 방파제 3m 축조의 도급을 맡아 공사 중이었으나 정부 추경예산에 따른 일반 회계의 사업 감축으로 전체 공정 중 65%만을 시행하라는 중앙의 지시가 내려졌다.
- 이에 따라 당초 확정된 공사비에서 35%가 감축된 비용인 44만 7850원에 해당하는 공사만을 마치고 방파제 축조는 중지되었다. 그 후 1960년 대건토건에서 방파제 연장 88m의 외부 보수 도급을 맡아 재공사를 시작하였다.
- 김녕항은 1972년 3월 13일 제주도 고시 제7333호에 의거, 제2종 어항으로 지정되어 제주도에서 관리하였다가 1991년 1월 1일 제1종 어항으로 승격되었다. 이에 따라 1992년 기본시설 계획을 수립하고 접안 시설 보강 등 총 173억 원을 투입하여 2001년 김녕항이 완공되었다.
- 2003년 김녕항은 물양장과 방파제 등에 대한 항만안전도 검사에서 모두 A등급 판정을 받았다. 2005년 12월 1일 「어항법」이 폐지되고 「어촌·어항법」이 제정됨에 따라 김녕항은 제1종 어항에서 국가어항으로 변경되었다.

## 어항구역
본 항의 어항구역은 다음과 같다.
- 수역: 기설호안 서측단부(X=56.826, Y=175.768)를 중심으로 반경 450m 선을 따라 형성된 공유수면[1]
- 육역: 제주특별자치도 제주시 구좌읍 김녕리 4074-1 외 6필지[2](상세내역은 생략)

## 기상 여건
- 연간 최고 기온은 36.8°C, 최저 기온은 -1.8°C, 연평균 강수량은 1,799mm, 연평균 강우일은 142일이다. 조위는 최고 만조위 2.834m, 평균 해수면 1.417m, 소조 평균 간조위는 0.704m, 대조 평균 간조위는 0.403m를 나타낸다.

## 시설 현황
- 2005년 현재 항내수 면적 177.1km2, 서방파제 680m, 동방파제 170m, 물양장 310m, 호안 70m, 파제벽 130m, 선양장 30m 건설에 총 171억 4300만 원이 투입되었다.